# McPherson County (Nebraska)
McPherson County is een county in de Amerikaanse staat Nebraska.
De county heeft een landoppervlakte van 2.225 km² en telt 533 inwoners (volkstelling 2000). De hoofdplaats is Tryon.